# برزی برود
برزی برود (به صربی: Brzi Brod) یک روستا در صربستان است که در Medijana واقع شده‌است. برزی برود ۴٬۶۴۲ نفر جمعیت دارد.